# Râul Peța
Râul Peța  (maghiară Pece-patak)  este un curs de apă, afluent al râului Crișul Repede.
În bazinul acestui râu se află aria naturală protejată Pârâul Pețea, suprapusă situlul Natura 2000 - Lacul Pețea.

## Hărți
- Harta județului Bihor
- Harta Munții Bihor-Vlădeasa  Arhivat în 9 iunie 2008, la Wayback Machine.
- Harta Munții Pădurea Craiului